# 四国中央紙まつり
四国中央紙まつり（しこくちゅうおうかみまつり）は、愛媛県四国中央市で開催される夏祭り。

## 概要
古くから四国中央市を支えてきた製紙業に対する感謝の意を込めて、7月最終土曜日から2日間開催される。紙おどり、書道パフォーマンス甲子園、食いしんぼ横丁、大道芸、フリーマーケット、紙製品の販売などのイベントがある。

## 沿革
- 1977年（昭和52年） - 川之江青年会議所 (JC) が実施した市民アンケート調査で、「新しい郷土のまつり」の発想に多数の賛成票を獲得。
- 1978年（昭和53年） - 第1回川之江ペーパーカーニバル開催。
- 1980年（昭和55年） - 川之江紙まつりに名称変更。
- 1981年（昭和56年） - 紙おどりを開催。
- 2004年（平成16年） - 自治体合併により、四国中央紙まつりに名称変更。
- 2008年（平成20年） - 第1回書道パフォーマンス甲子園開催。
- 2010年（平成22年） - 書道パフォーマンス甲子園の会場を、栄町商店街から川之江体育館に変更。

## 特徴・見どころ

### 書道パフォーマンス甲子園
全国から予選を勝ち抜いてきた高校生達が、音楽に合わせて大きな筆で揮毫し、字の美しさやパフォーマンスを競い合う。このイベントが、映画「書道ガールズ!!わたしたちの甲子園」のモデルとなった。

### 紙おどり
鐘や太鼓のリズムに合わせて、「連」と呼ばれる地元企業や自治会のグループなどが、紙漉きの動きを取り入れた紙おどりを競い合う。

## アクセス
JR川之江駅または松山自動車道三島川之江IC高速バス停から、15-30分置きにシャトルバスを運行。